# Монти Пайтън и Свещеният граал
„Монти Пайтън и Свещеният граал“ (на английски: Monty Python and the Holy Grail) е британска комедия от 1975 г., написана и изиграна от комедийната група Монти Пайтън – Ерик Айдъл, Тери Гилиъм, Тери Джоунс, Джон Клийз, Майкъл Пейлин и Греъм Чапман. Режисьори са Гилиъм и Джоунс. Идеята за филма се ражда между третия и четвъртия сезон на предаването „Летящият цирк на Монти Пайтън“.
За разлика от „А сега нещо напълно различно“ (1971), първия филм на Пайтън, който е съставен от скечове от първите два сезона на предаването, „Свещеният граал“ съдържа изцяло нов материал и е считан за първия „истински“ филм на групата. Филмът е пародия на легендата за крал Артур и неговото пътешествие в търсене на Свещения Граал. Филмът се превръща във финансов успех и Айдъл го използва като вдъхновение за мюзикъла „Спамалот“, който печели награда „Тони“ през 2005.
През 1976 филмът е номиниран за награда „Хюго“, но наградата печели „Момчето и неговото куче“.

## Сюжет
Внимание:  Текстът по-долу разкрива сюжета на произведението (или части от него)!
Филмът започва с крал Артур (Греъм Чапман), събиращ рицарите на кръглата маса в Англия. Придружават го сър Бедивир (Тери Джоунс), сър Ланселот (Джон Клийз), сър Галахад (Майкъл Палин) и сър Робин Не Толкова Храбър Колкото Сър Ланселот (Ерик Айдъл). Събрани, рицарите получават мисията да намерят Светия граал. По пътя, те са изправени пред опасностите на замъка Антракс, рицарите, които казват Ни (по-късно са Рицарите, които казват „Ики-ики-ики-ики-пиканг-годем-зоуи-зив“), кръвожаден заек (когото побеждават, използвайки Свещената граната от Антиохия), и гигантско нарисувано чудовище „Легендарния черен звяр от Арррррррргх!“ (Спасени са, когато художника (Тери Гилиъм) получава сърдечен удар). Срещат краля на Блатния замък и неговия женствен музикален син Хърбърт, пироман магьосник, наречен Тим, французи, водени от Джон Клийз.

## Актьорски състав
| Актьор        | Основна роля | Допълнителни роли |
| ------------- | ------------ | --- |
| Греъм Чапман  | Крал Артур   | Гласът на Бог, Средна глава, Пазач №2 |
| Джон Клийз    | Сър Ланселот | Войник №2, Клиент, Черен рицар, Селянин №3, Пазач французин, Магьосникът Тим                                                              |
| Тери Гилиъм   | Патси        | Зелен рицар, Възрастен човек / Пазач на моста, Сър Борс, Аниматор                                                                         |
| Ерик Айдъл    | Сър Робин    | Човек с двуколка, Селянин №1, Пазач №1, Конкорд, Градинарят Роджър, Брат Мейнард                                                          |
| Тери Джоунс   | Сър Бедивиър | Жена, Лява глава, Принц Хърбърт |
| Майкъл Пейлин | Сър Галахад  | Войник №1, Денис, Селянин с чума, Селянин №2, Дясна глава, Рицар на Ни, Крал на Блатния замък, Гост №1, Братът на брат Мейнард, Разказвач |

| Актьор         | Основна роля         | Допълнителни роли        |
| -------------- | -------------------- | ------------------------ |
| Джон Янг       | Историк              | Починал човек            |
| Нийл Инс       | Менестрелът на Робин | Селянин №4, Слуга, Монах |
| Кони Буут      | Вещица               |                          |
| Каръл Кливланд | Зуут / Динго         |                          |
| Бий Дуфел      | Стара вещица         |                          |
| Рита Дейвис    | Жената на историка   |                          |

## Филмиране
Филмът е заснет в Шотландия. Поради липса на пари, той трябва да бъде направен без коне. Вместо това актьорите удрят две половини от кокосови орехи, за да имитират звука от конски тропот. Плетените ризници, носени от много рицари, са всъщност боядисани вълнени дрехи, а многото замъци, които се виждат във филма са или един замък, заснет под различни ъгли, или картонени модели.

## Интересна информация
Компанията за компютърни игри „New World Computing“ е сложила много кодове в играта си „Heroes of Might and Magic III“, като всички са свързани с този филм. Всички започват с „nwc“, инициалите на компанията. Например: nwcshrubbery, nwcalreadygone, nwcccoconuts.
В играта Warcraft III много от репликите, които казват единиците от човешката раса (когато се кликне няколко пъти на тях), са от Монти Пайтън. Например селяните понякога казват „намерихме вещица, може ли да я изгорим?“, „Ти си краля? Еми, не съм гласувал за теб!“ или „Помощ, помощ, репресиран съм!“. Рицарите казват „Аз съм рицар и никога не казвам Ни“ и „Любимият ми цвят е синия… не, жълтия!“.
Музикантите от Pink Floyd са големи почитатели на „Монти Пайтън“. Те инвестират част от приходите си в продукцията на „Монти Пайтън и Светият граал“.